# Chiemsee
Der Chiemsee [ˈkiːmzeː], auch Bayerisches Meer genannt, ist mit einer Fläche von 79,9 km² der größte See in Bayern und nach dem Bodensee und der Müritz der drittgrößte See in Deutschland, allerdings hat der ebenfalls in Bayern liegende Starnberger See ein um die Hälfte größeres Wasservolumen.
Der Chiemsee enthält 2,048 km³ Wasser und hat eine 63,96 km lange Uferlinie; zusammen mit der Uferlänge der Inseln sind es 83 km. Das Einzugsgebiet umfasst 1.398,56 km², davon liegen 605 km² in Bayern. Seine Inseln sind die Herreninsel (238 ha), die Fraueninsel (15,5 ha) und die Krautinsel (3,5 ha), die zusammen die Gemeinde Chiemsee im Landkreis Rosenheim bilden, sowie die gemeindefreie Insel Schalch (22 m²). Der Chiemsee zählt zum gleichnamigen gemeindefreien Gebiet Chiemsee im Landkreis Traunstein.

## Etymologie
Der Gewässername wurde erstmals 790 bezeugt (Kopie der entsprechenden Urkunde aus dem 12. Jahrhundert). Das Grundwort ist das althochdeutsche se(o) oder seeo für See, Meer, Teich oder Gewässer, und das Bestimmungswort bezieht sich auf den Siedlungsnamen Chieming. Der See ist demnach nach der Siedlung Chieming benannt. Der Siedlungsname wiederum lässt sich wahrscheinlich auf den Personennamen Chiemo zurückführen, der mit dem Zugehörigkeitssuffix -ing versehen wurde und sich wiederum wohl auf den keltischen Personenbeinamen Chemus zurückführen lässt.

## Entwicklung
Der Chiemsee entstand wie viele andere Voralpenseen am Ende der Würm-Kaltzeit vor zirka 10.000 Jahren als Ausschürfung eines Gletschers (Zungenbeckensee). Ursprünglich bedeckte der See eine Fläche von fast 240 km², also etwa das Dreifache der heutigen Wasserfläche.
Zwischen 1810 und 2012 schob sich die Uferlinie des Achen-Deltas (der Mündung der Tiroler Achen) durch Sedimentfracht um zirka 320 ha nach Norden in den See hinein. Zwischen 1902 und 1904 senkte man den Seespiegel um 70 cm ab. Dadurch wurden große Flächen trockengelegt.

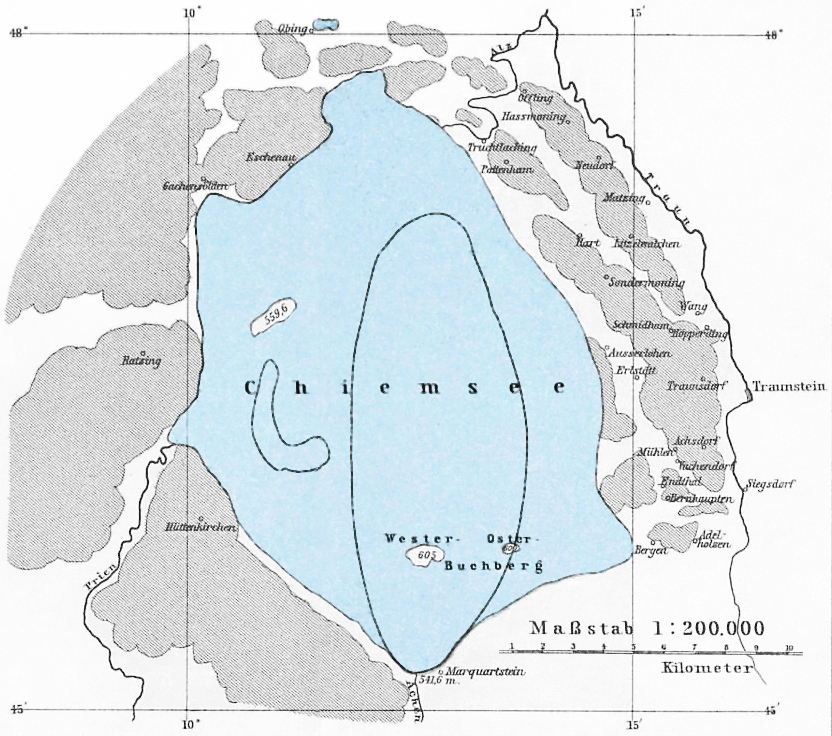
Der Chiemsee, als er bis Marquartstein reichte
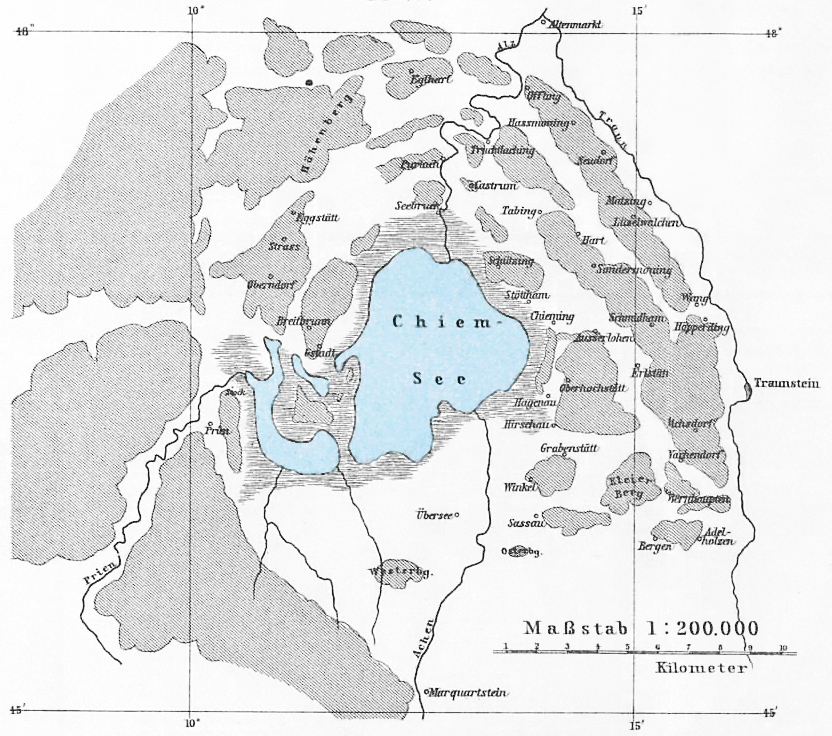
Der Chiemsee in 2500 Jahren
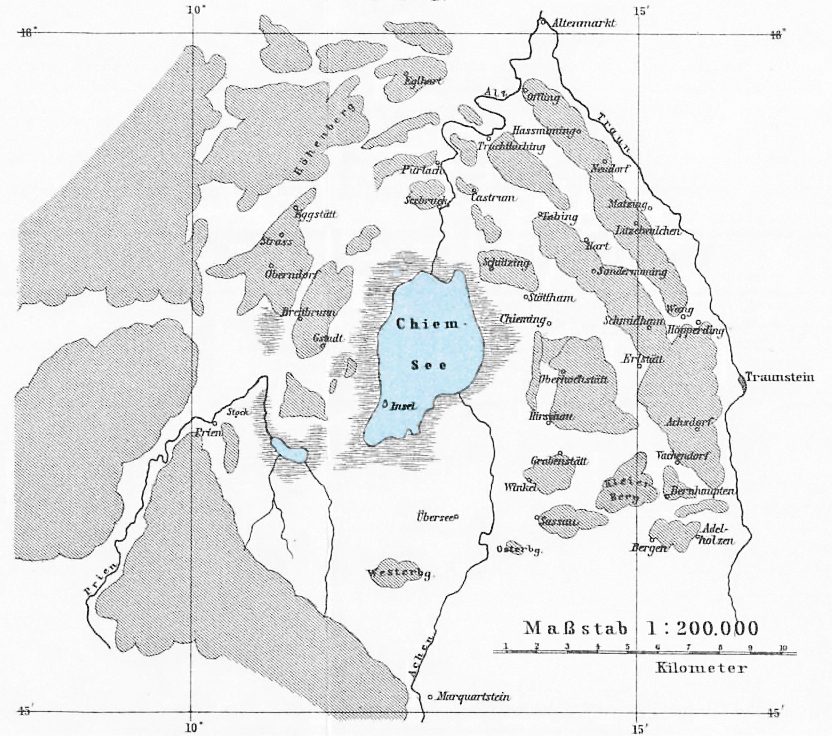
Der Chiemsee in 5000 Jahren

## See und Umgebung

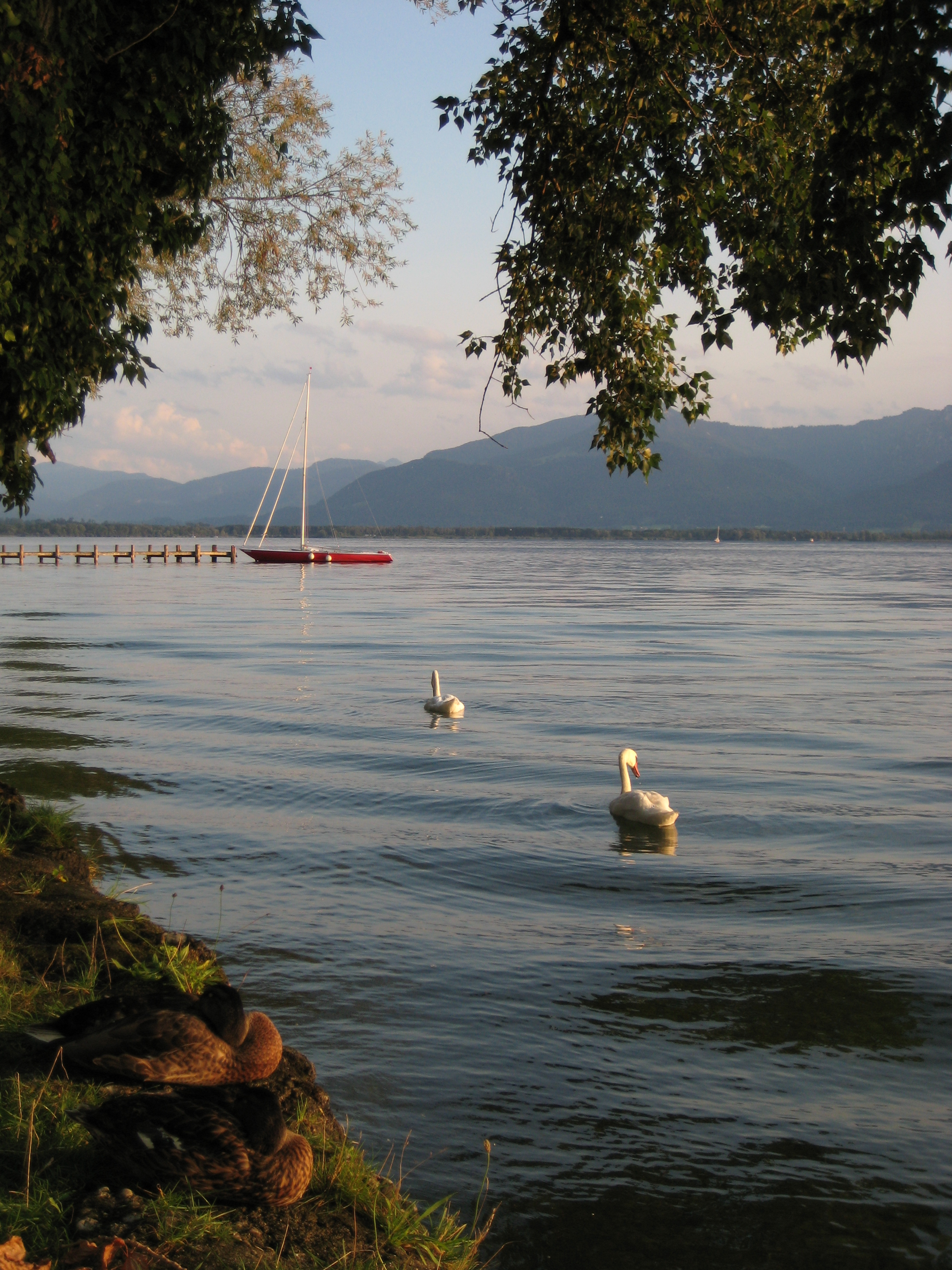
Blick von der Fraueninsel auf den Chiemsee Richtung Südosten (Alpen)

### Zu- und Abflüsse, Inseln
Der größte Zufluss des Sees ist die Tiroler Achen im Südosten, der einzige Abfluss die Alz im Norden. Die Tiroler Achen spült, wie auch die Prien und weitere kleinere Zuflüsse, Sand und Geröll in den See, so dass dieser langsam verlandet. Der tiefste Bereich des Chiemsees (73,4 m) ist bekannt unter dem Namen Unschuldige-Kinder-Grube. Die Stelle, an der der Seegrund auf 445 m ü. NHN hinabreicht, liegt im Zentrum des Sees bei 47° 52′ 49,2″ N, 12° 27′ 19,2″ O.
Die Landschaft um den Chiemsee, der Chiemgau, ist eines der beliebtesten Erholungsgebiete Bayerns. Der landschaftliche Reiz des Chiemsees ergibt sich durch die unmittelbare Nähe der Chiemgauer Berge (Hochfelln, Hochgern, Hochplatte und Kampenwand). Der See steht unter dem Schutz der internationalen Ramsar-Konvention.
Bekannt ist der See vor allem durch zwei seiner drei größeren Inseln: Auf der Fraueninsel befindet sich seit dem Jahr 772 die Abtei Frauenwörth, ein Kloster der Benediktinerinnen. Noch bekannter ist die Herreninsel, auf der zwei Schlösser stehen: Ein Landschaftspark mit dem Alten Schloss (einem ehemaligen Kloster) sowie das Neue Schloss Herrenchiemsee des „Märchenkönigs“ Ludwig II., das dem Schloss von Versailles nachempfunden ist. Die dritte Insel – die Krautinsel – ist unbewohnt. Außerdem gibt es drei sehr kleine Inseln: den Schalch westlich der Fraueninsel sowie zwei namenlose, baumbestandene Inselchen 54 bzw. 80 Meter südlich der Krautinsel, mit jeweils wenigen Quadratmetern Fläche.

### Gliederung
Im Westen, nördlich der Herreninsel, ist der Chiemsee durch Buchten tief gegliedert, von West nach Ost heißen sie Schafwaschener/Aiterbacher Winkel (dazu zählt im Süden auch der Grünmanndl-Winkel), Kailbacher Winkel und Mühlner Winkel. Die größere der zwischen diesen Buchten in den See ragenden Halbinseln, Sassau, weist eine Länge von 1,8 Kilometer auf, und die Halbinsel Urfahrn noch gut die Hälfte dessen.

Chiemsee und Umgebung um etwa 1875

Der Chiemsee gliedert sich in den größeren, offenen Weitsee im Nordosten (mit der Chieminger Bucht im Osten) sowie in den Inselsee im Südwesten. Fast die gesamte Wasserfläche des Sees mit der winzigen Insel Schalch und mit einigen Schwemmland-Inseln im Mündungsdelta der Tiroler Achen ist ein gemeindefreies Gebiet des Landkreises Traunstein. Die Grenze zum Landkreis Rosenheim läuft genau am West- und Nordwestufer des Sees, spart aber die kleine Mündungsbucht Irschener Winkel der Bernauer Ache am Südwesteck aus, die zur Gemeinde Bernau am Chiemsee gehört, und den Aiterbacher Winkel, die nordwestliche der drei schon erwähnten größeren Buchten, die auf der Gemarkung von Rimsting liegt. Die Gemeinde Chiemsee besteht aus den drei größeren Inseln und ist damit eine dreiteilige Kreisexklave Rosenheims.

### Besitzverhältnisse, Unterhaltung
Der See ist Eigentum des Freistaates Bayern; zuständig für seine Verwaltung ist die Bayerische Verwaltung der staatlichen Schlösser, Gärten und Seen.
Am 24. November 1989 wurde nach Gesamtkosten von 280 Millionen DM die Ringkanalisation um den Chiemsee eröffnet. Vor dem Bau des Ringkanals flossen jährlich rund 115 Tonnen Phosphat in den See. Die beiden Äste der 68 Kilometer langen Rohrleitung treffen sich in Prien. Von dort wird das Abwasser zu einer 4,5 Kilometer entfernten Kläranlage geleitet, dann fließt es nach 9 Kilometern in den Inn.
Seit 2014 wird die Belastung durch Mikroplastik im Chiemsee untersucht.

### Seeschwankungen
Im Jahr 1903 untersuchte Anton Endrös aus Traunstein die Seeschwankungen des Chiemsees und legte die Ergebnisse in seiner Dissertation der Königl. Technischen Hochschule in München vor. Auf Grund der unregelmäßigen Oberflächengestalt und Beckenform ergeben sich verschiedenste uninodale bis trinodale Schwingungen. Die Periodendauer reicht von wenigen Minuten bis zu einer dreiviertel Stunde. Die höchsten Amplituden entstehen bei durchziehenden Gewitterfronten, wobei maximale Schwankungen von 30 cm auftreten.
Der Tidenhub liegt bei 1 mm.
Des Weiteren gibt es auch durch Hochwasser an den Zuflüssen verursachte Veränderungen des Wasserstands, die zu Überflutung der Uferbereiche führen können.

## Fauna

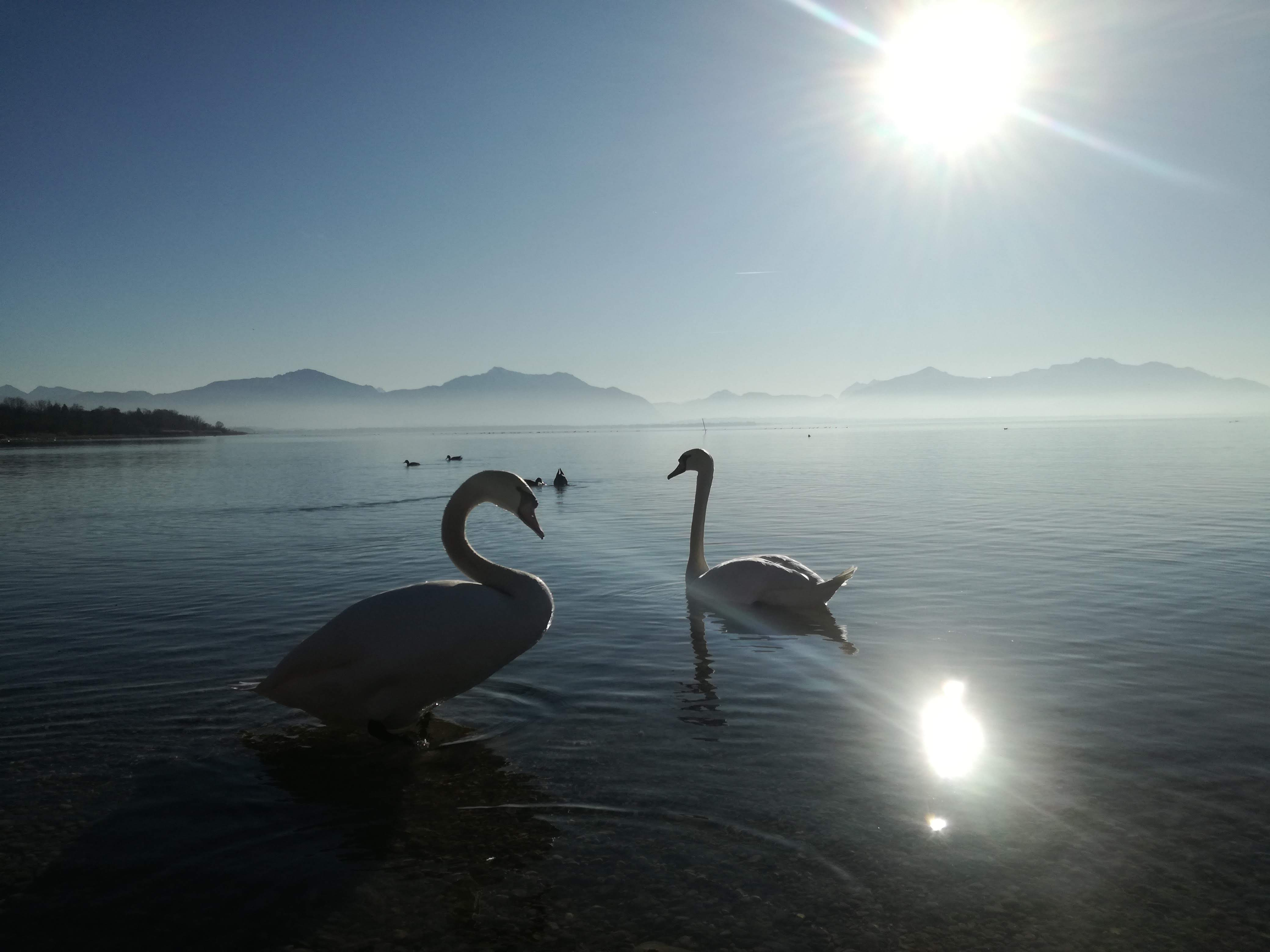
Höckerschwäne am Chiemsee (2016)

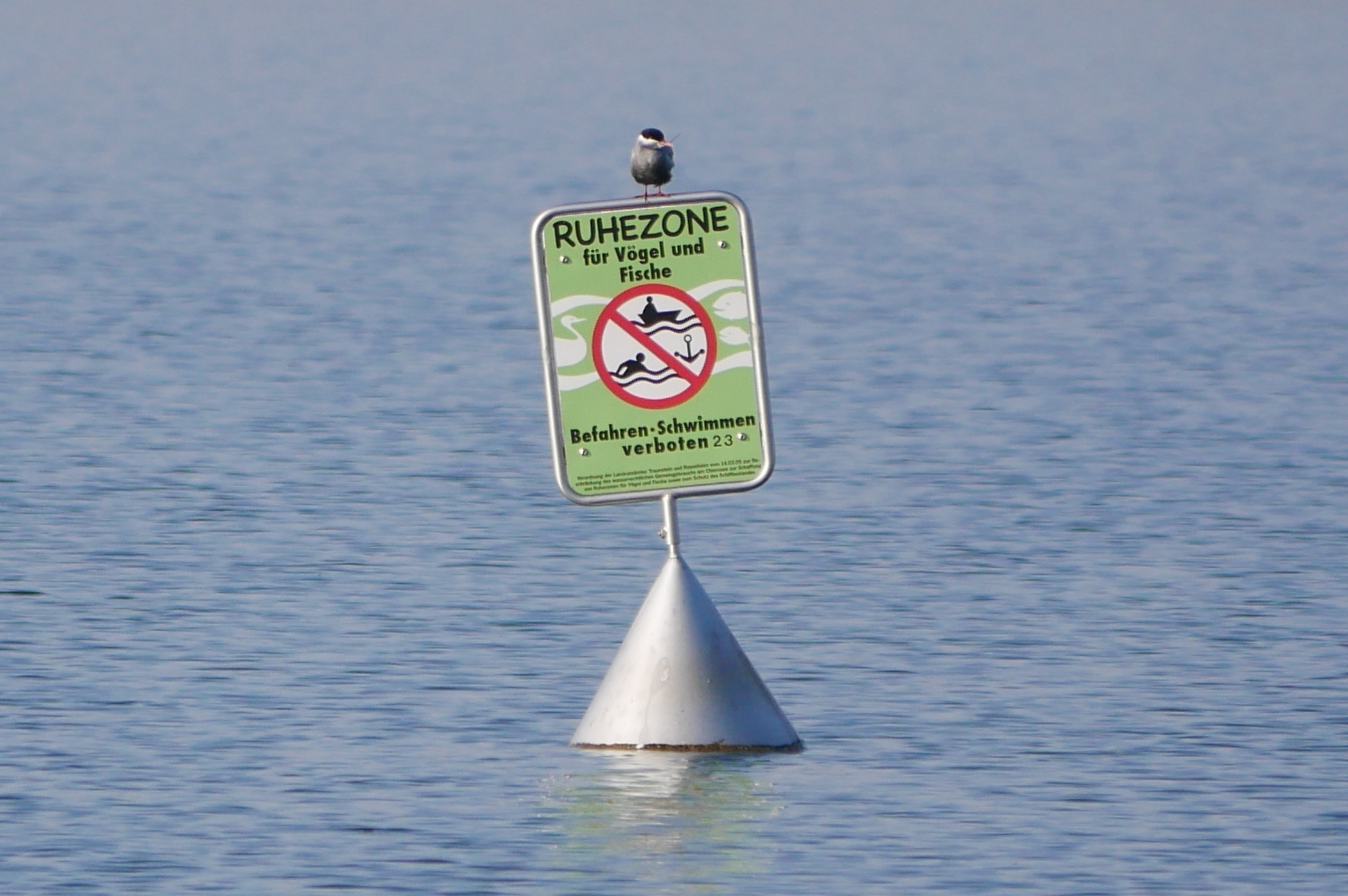
Seltene Weißbart-Seeschwalbe auf Boje, welchen einen sensiblen Uferabschnitt vor der Freizeitnutzung schützt.

In der Freiwasserzone des Sees sind Zander, Seeforelle, Regenbogenforelle, Seesaibling, Renke und Mairenke anzutreffen, in der Uferzone Hecht, Aal, Wels, Spiegelkarpfen, Schleie, Brachse, Güster, Rotauge, Rotfeder, Hasel, Aitel (Döbel), Schied (Rapfen), Nerfling (Aland), Zährte, Laube (Ukelei) und Elritze. In der Bodenzone kommen die Große Bodenrenke (Coregonus), Kleine Bodenrenke (Kilch), Rutte (Quappe), Barbe, Nase, Perlfisch, Flussbarsch, Kaulbarsch, Bartgrundel, Schmerle und Koppe (Groppe) vor.

## Kultur
Der Chiemsee hat als reizvolles Motiv zahlreiche Maler inspiriert, weshalb es unzählige Werke in der Malerei gibt, die den Chiemsee und dessen Inseln, aber auch die nähere Umgebung des Chiemgaus thematisieren. Um den Priener Maler Paul Paulus hat sich ein Zirkel von Malern gebildet, die gemeinhin als „Chiemseemaler“ bezeichnet werden. Paulus hat seine Bilder nach seinem Tod der Gemeinde hinterlassen, die eine ständige Ausstellung seiner Werke veranlasst hat.

## Sport und Freizeit

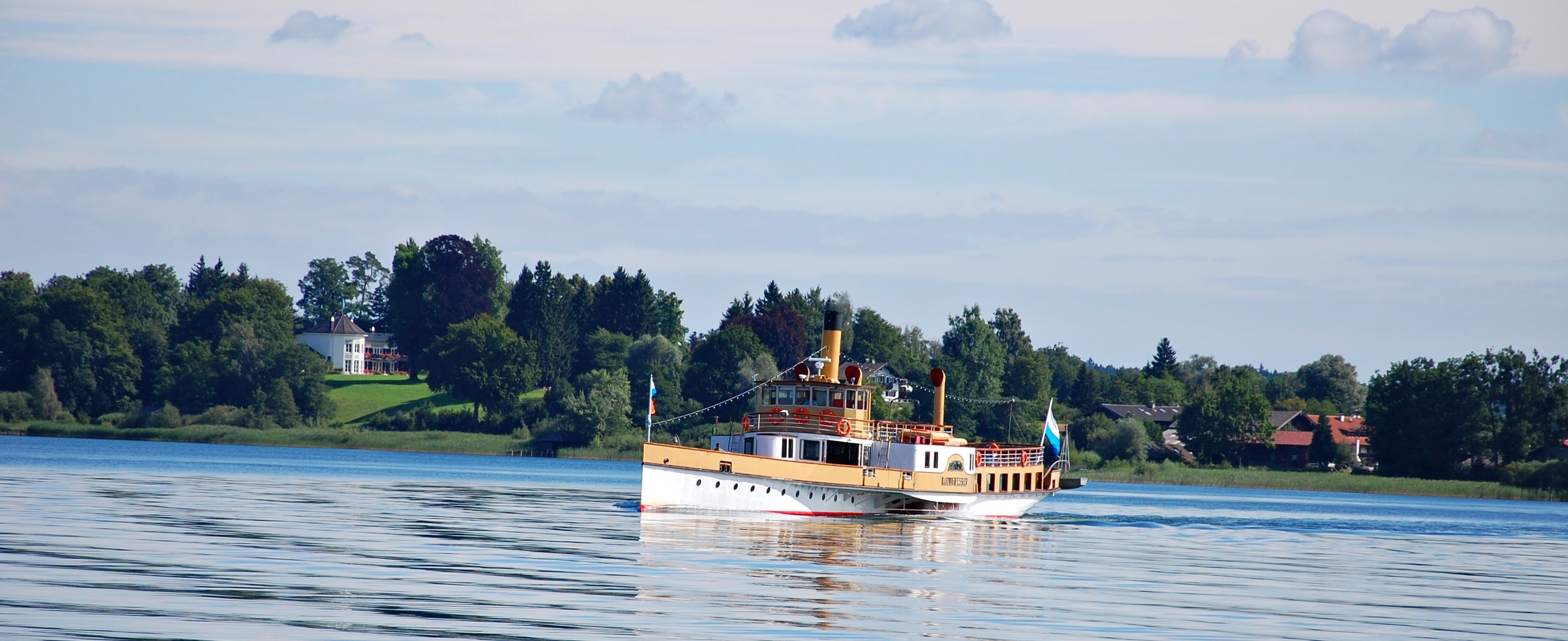
Beliebte Ausflüge mit dem Raddampfer Ludwig Fessler

Der See stellt auch ein wichtiges Erholungsgebiet für die umliegenden Regionen dar.

### Wassersport
Neben dem Badebetrieb an verschiedenen Orten rund um den See wird vor allem der Segelsport am Chiemsee gepflegt; daneben wird der See auch mit Ruder- und Tretbooten befahren. Motorboote sind nur mit Ausnahmegenehmigung und unter strengen Auflagen erlaubt; Elektroboote sind dagegen häufiger anzutreffen. Ebenso wie Motor- oder Elektroboote benötigen Segelboote mit mehr als 9,20 m Länge oder mit einem Hilfsmotor über 4 kW oder mit Wohn-, Koch- oder sanitären Einrichtungen eine Zulassung des Landratsamtes Traunstein und ein Kennzeichen sowie einen privatrechtlichen Gestattungsvertrag mit der Bayerischen Schlösserverwaltung. Sinngemäß das Gleiche gilt für Liegeplätze an Bojen oder Stegen. Tauchen ist nur mit Genehmigung des Landratsamtes zulässig.

### Sturmwarnung
Über das gesamte Chiemseeufer verteilt, befinden sich 12 Sturmwarnleuchten, die bei Gefahr eines Sturmes eingeschaltet werden und Wassersportler warnen. Die Warnung ist in zwei Stufen unterteilt:
Die Starkwindwarnung warnt die Wassersportler vor Windböen oder anhaltendem Wind von 6 und 7 Beaufort (39 – 61 km/h). Man sollte die Wetterentwicklung sorgfältig beobachten.
Die Sturmwarnung warnt vor Sturmböen von 8 und mehr Beaufort (62 km/h und mehr). Man sollte unverzüglich alle Vorsichtsmaßnahmen treffen und das Ufer oder windgeschützte Stellen aufsuchen.
Der Sturmwarndienst wird vom 1. April bis 31. Oktober von 07:00 bis 22:00 Uhr betrieben. In diesem Zeitraum wird jeden Mittwoch um 08:00 Uhr ein Probealarm ausgelöst. Eine bereits ausgelöste Warnung bleibt bis zur Aufhebung durch den Deutschen Wetterdienst auch nach 22:00 Uhr aktiv. In den Monaten November bis März fungieren die Sturmwarnleuchten in Prien, auf der Herreninsel und beide Leuchten auf der Fraueninsel als Nebelleuchten für den Schifffahrtsverkehr, haben also keine Bedeutung für Wassersportler.

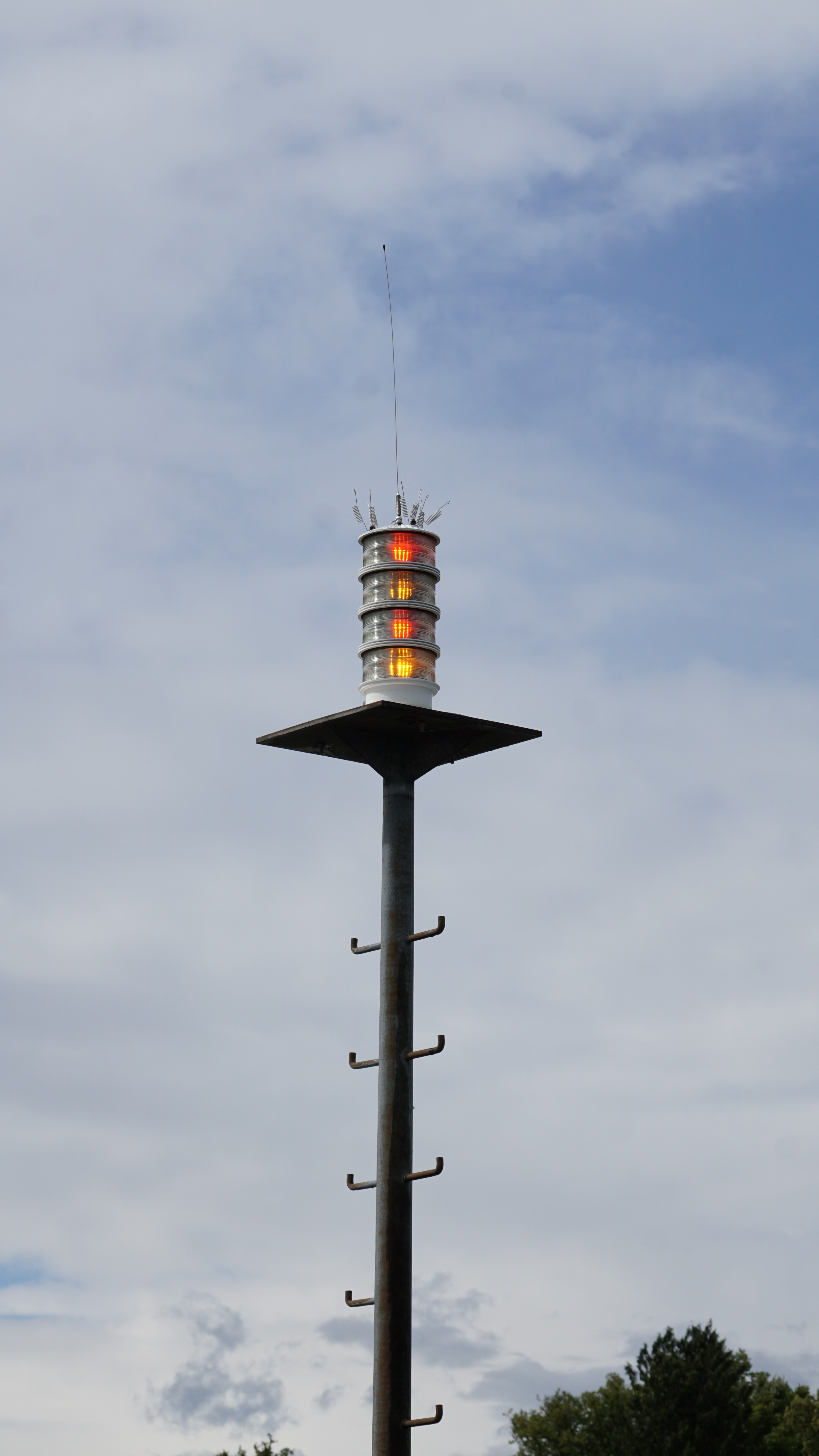
Blinkende Sturmwarnleuchte auf einem Mast

### Chiemsee-Rundweg, Chiemsee-Radweg
Die Umrundung des Chiemsees ist auf verschiedenen, gut beschilderten Wegen möglich.
Die Streckenführung nutzt Feldwege, einen asphaltierten Radweg und Nebenstraßen.
Der Chiemsee-Rundweg ist ein kombinierter Radfahrer- und Fußgängerweg, zirka 57 km lang, ideal für Freizeitradler und Familien. An einigen Stellen ist parallel dazu eine für Fußgänger reservierte Fußgänger-Promenade angelegt.
Der Chiemsee-Radweg ist zirka 59 km lang und überwindet zirka 150 Höhenmeter. Er ist für normale bis sportliche Radler und für E-Bikes geeignet und bietet in regelmäßigen Abständen E-Bike-Ladestationen an.

### Triathlon
Beim Chiemsee-Triathlon werden hier seit 2012 jährlich Ende Juni Rennen auf der Triathlon-Kurz- und -Mitteldistanz ausgetragen.

## Fotos

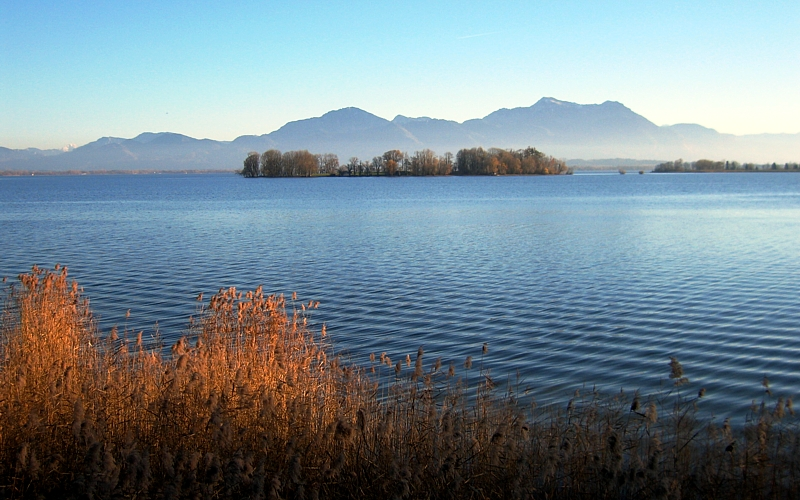
Blick über die Krautinsel Richtung Alpen
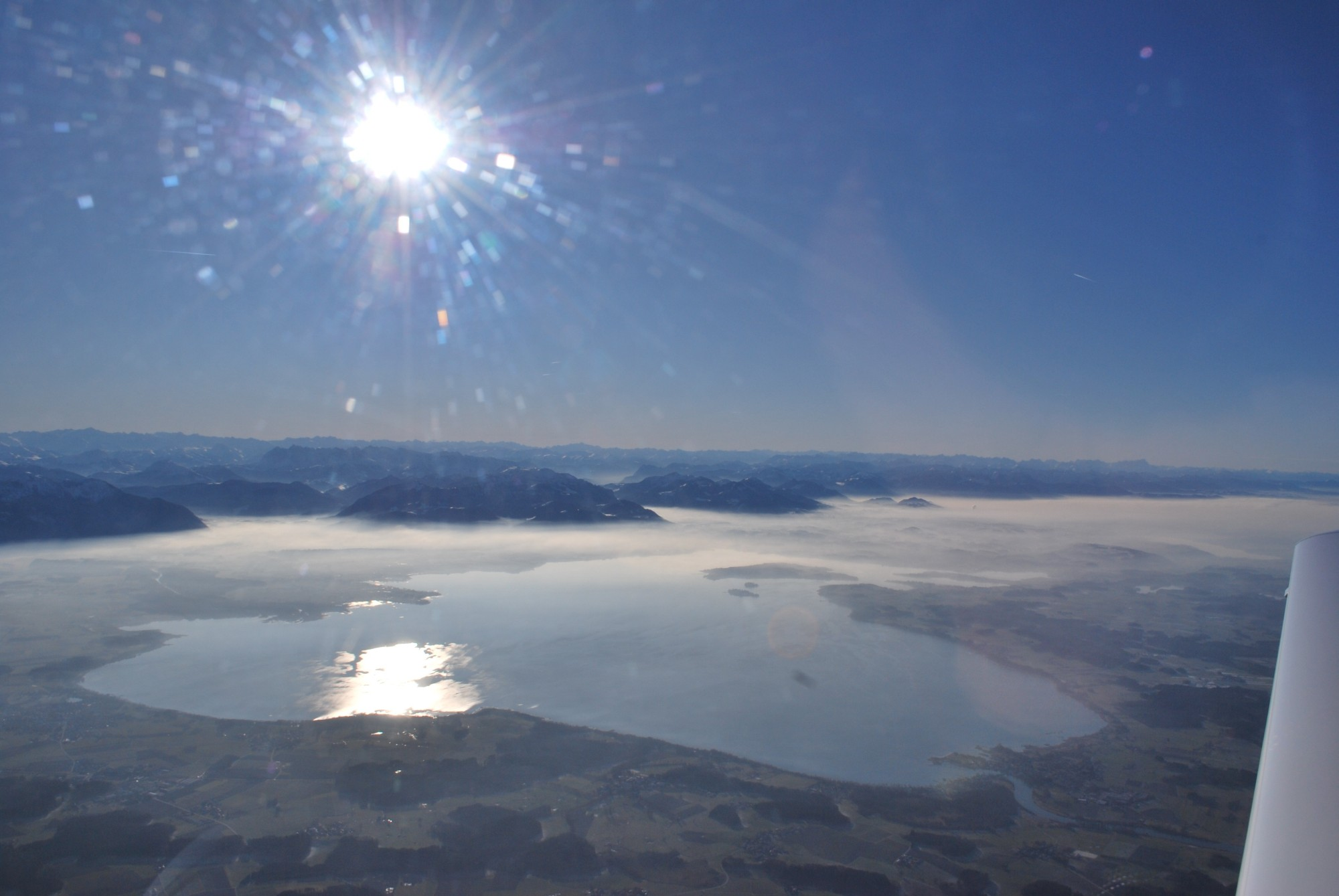
Winterliches Luftbild des Chiemsees Richtung Südwesten, im Hintergrund die Alpen; rechts im Vordergrund die Wurzel der Alz
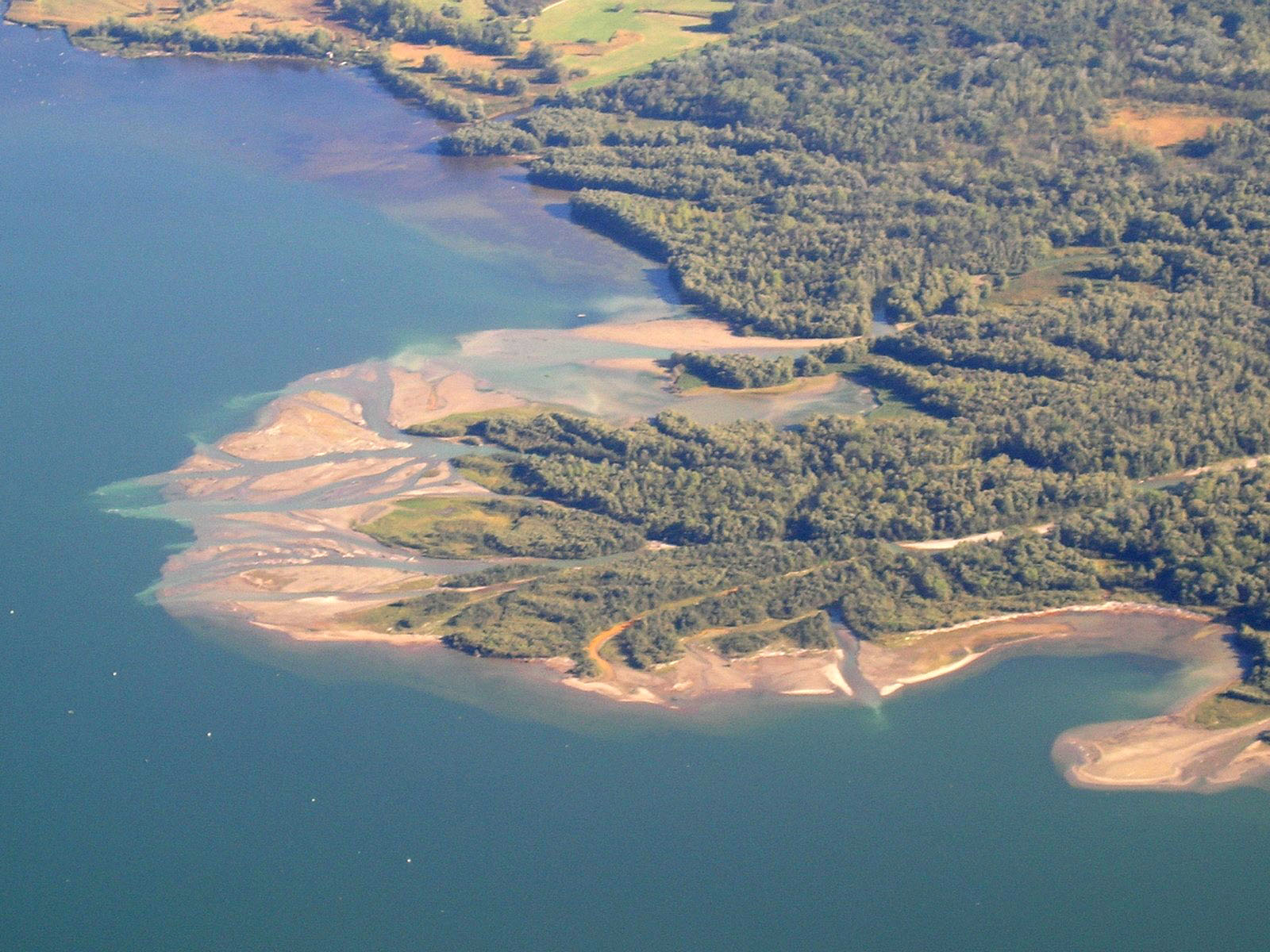
Delta der Tiroler Achen
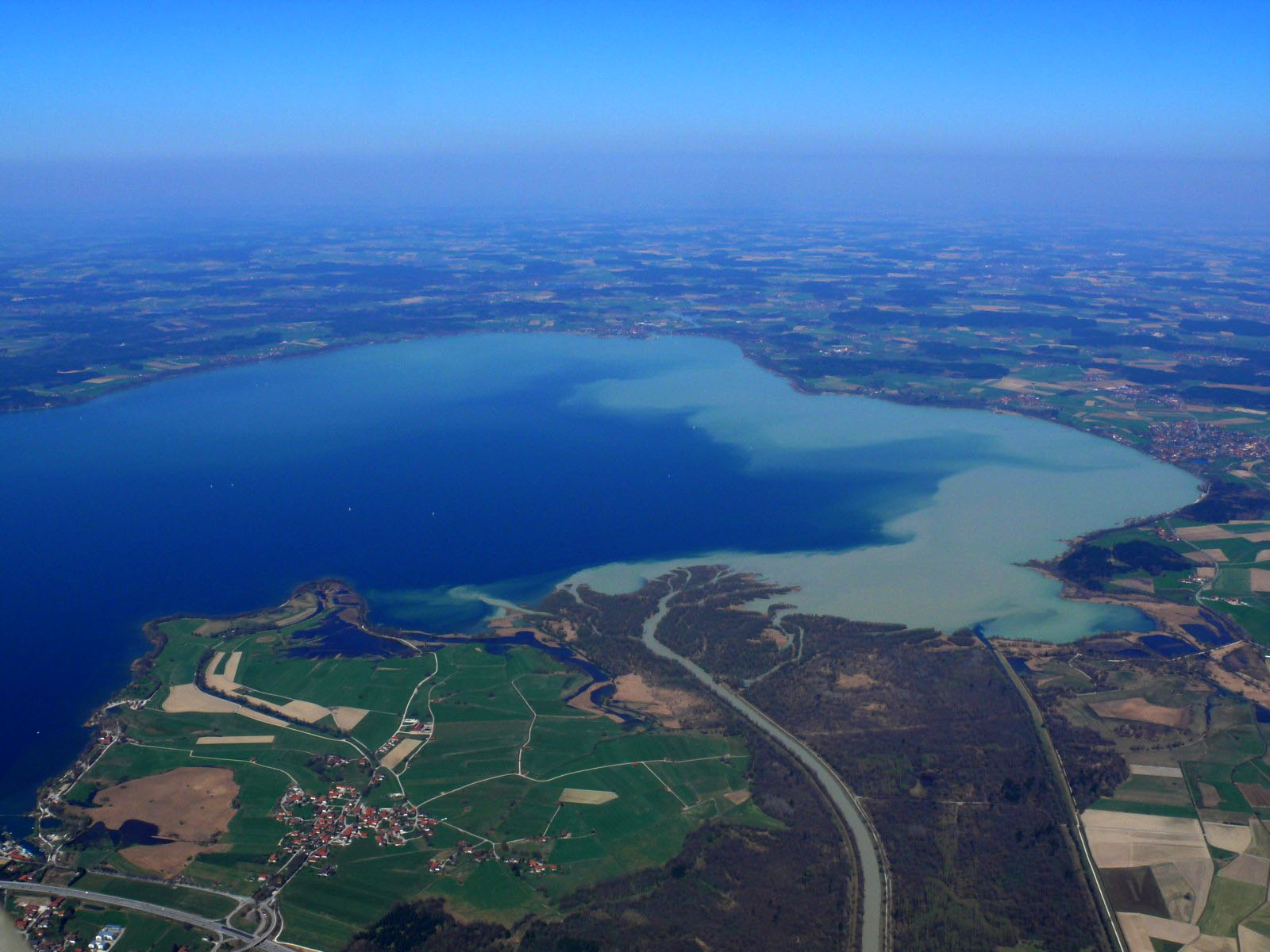
Schlammeintrag durch Tiroler Achen; Blickrichtung Norden
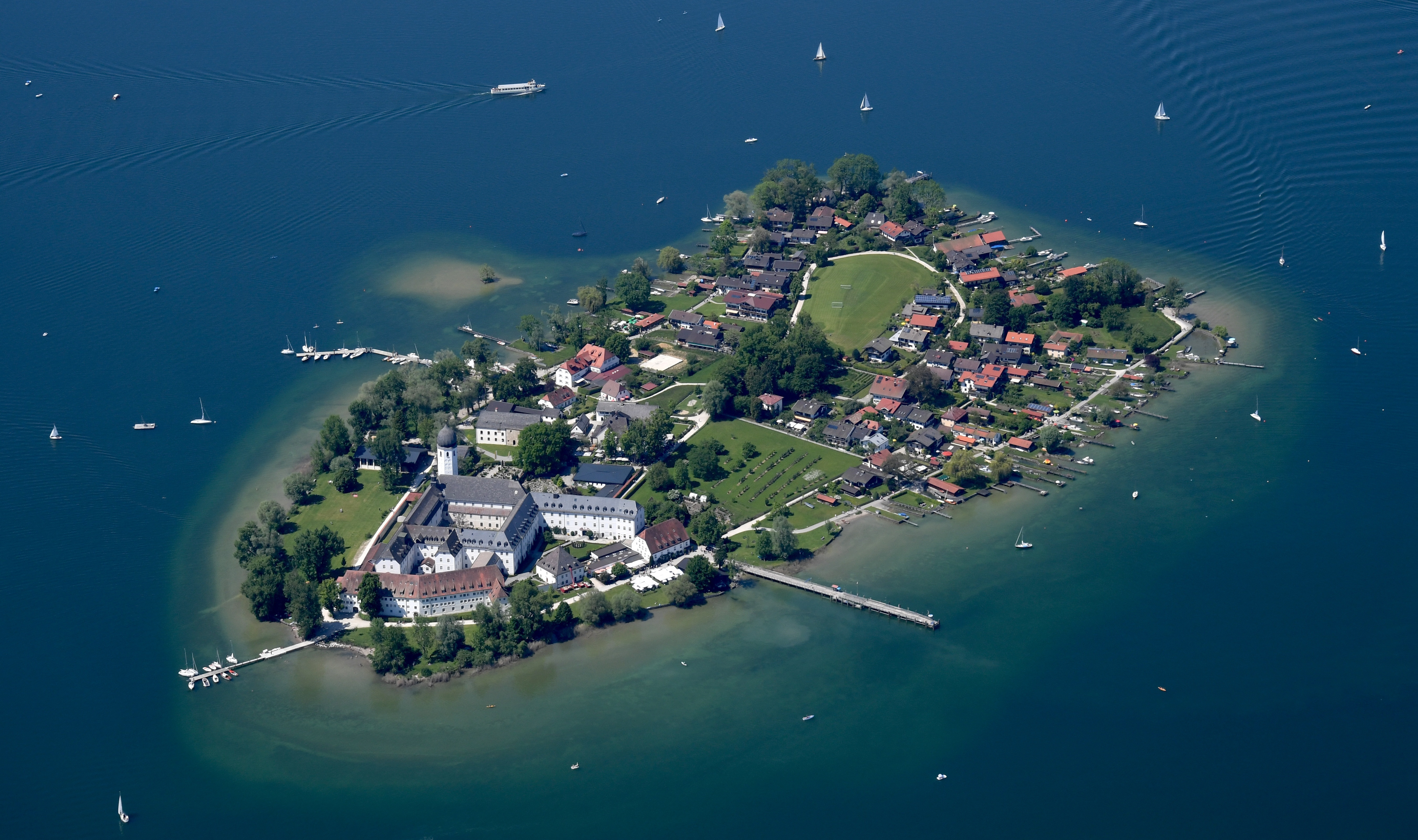
Fraueninsel; im Vordergrund der Insel das Kloster Frauenchiemsee
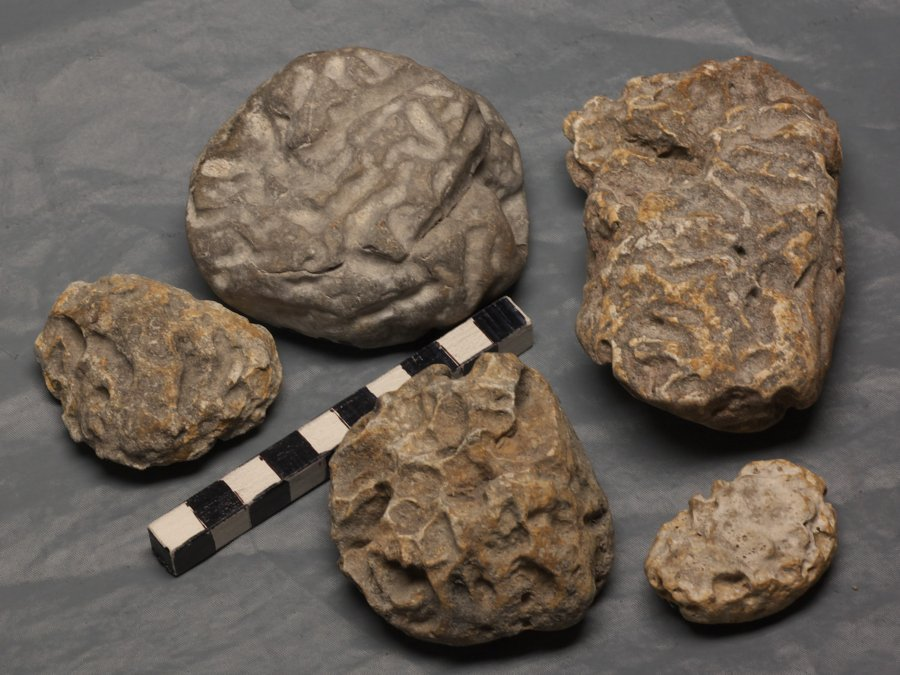
Furchensteine vom Chiemsee
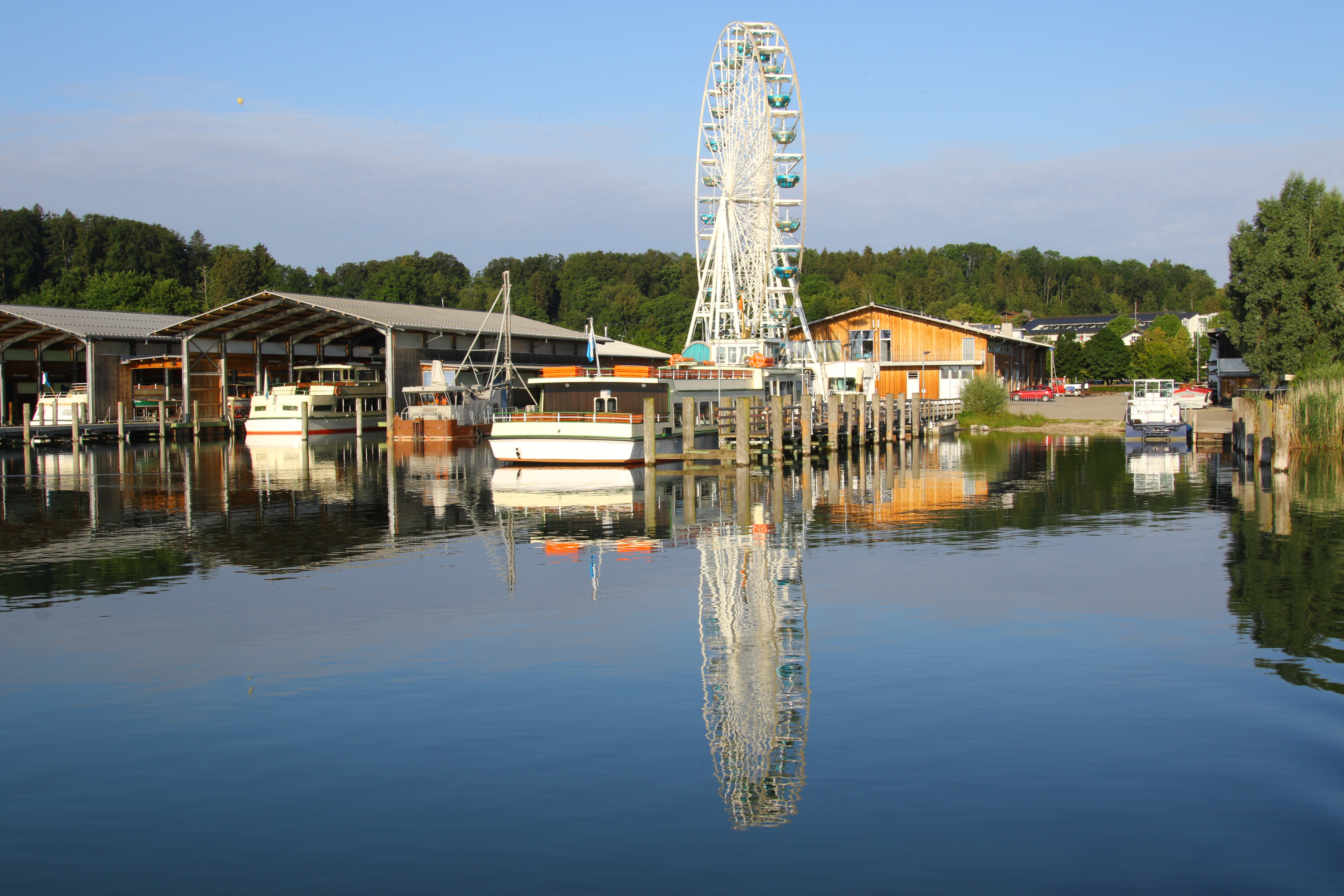
Riesenrad in Prien-Stock

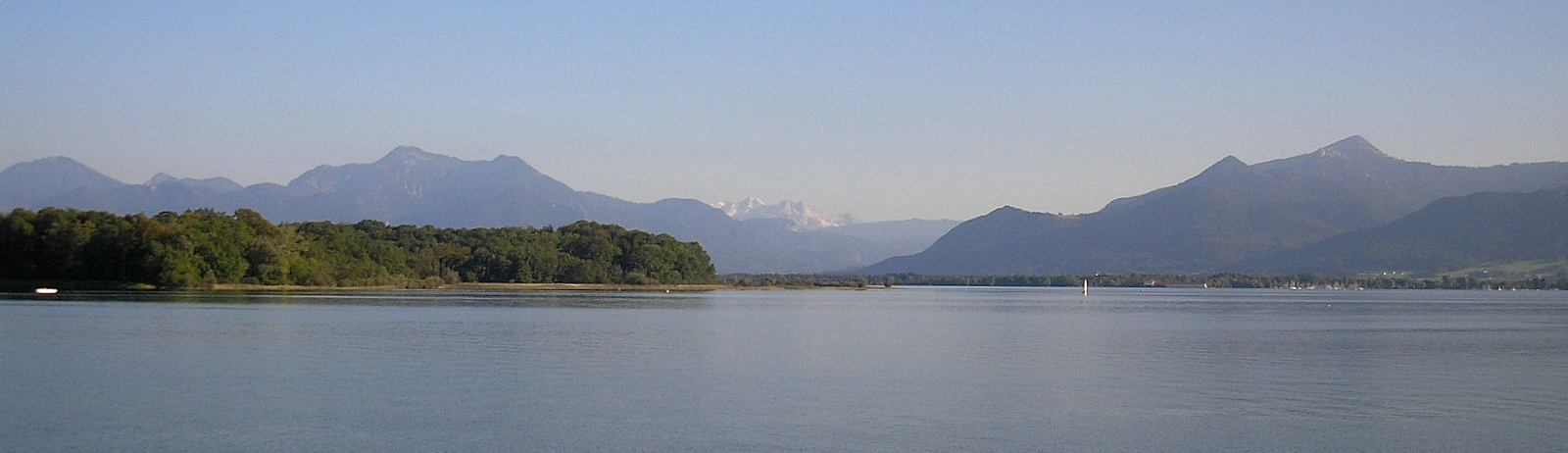
Die Herreninsel mit den Chiemgauer Bergen
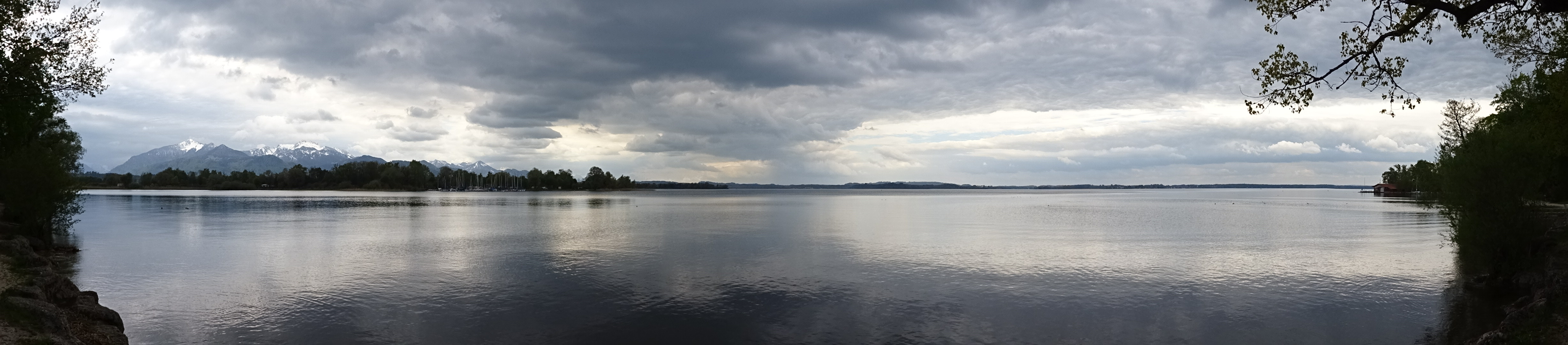
Chiemsee, vom Strandbad Übersee aus gesehen

## Philatelistisches
Mit dem Ausgabedatum 1. Juli 2015 gab die Deutsche Post AG in der Briefmarkenserie Deutschlands schönste Panoramen ein Postwertzeichen vom Chiemsee im Panoramaformat mit Nennwert von 45 Eurocent heraus. Der Entwurf stammt vom Grafiker Olaf Neumann aus Iserlohn.

## Filmdokumentation
- Wildes Deutschland: Der Chiemsee. Deutsche TV-Dokumentation (2016) von Jan Haft, 43 Minuten.